# Décès en 1249
Décès
- 1245
- 1246
- 1247
- 1248
- 1249
- 1250
- 1251
- 1252
- 1253

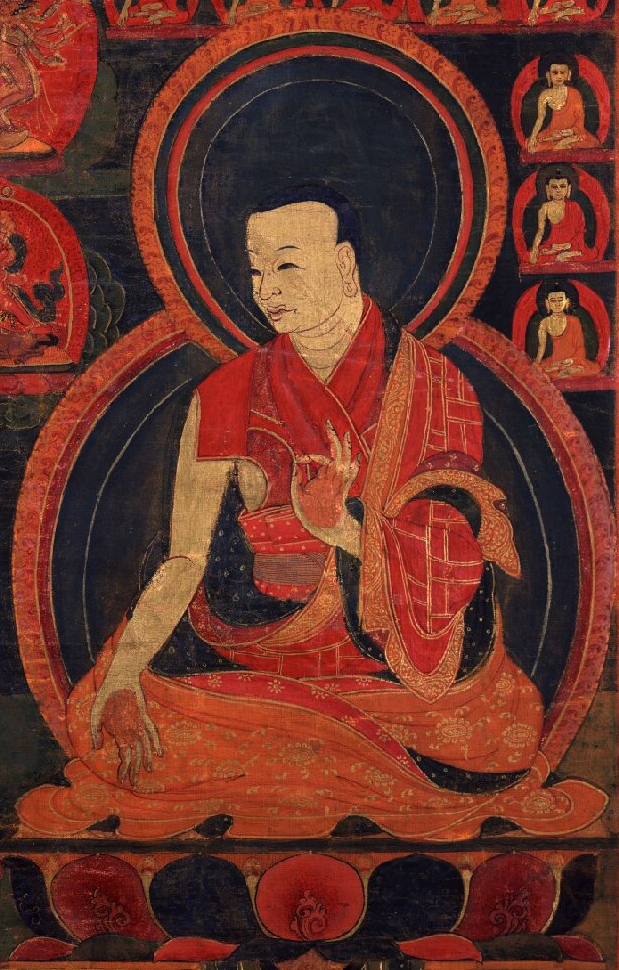
Pomdrakpa, mort en 1249.

Cette page dresse une liste de personnalités mortes au cours de l'année 1249 :
- 22 janvier : Archambaud IX de Bourbon, seigneur de Bourbon, Dampierre, Saint-Just et Saint-Dizier, comte de Nevers, d'Auxerre et de Tonnerre.
- 28 février : Prince Dōjo, prince de la famille impériale japonaise du début de l'époque de Kamakura.
- 9 mars : Siegfried III von Eppstein,  archevêque de Mayence.
- 25 mars : Pierre de Vendôme, comte de Vendôme, à Nicosie, (Chypre), pendant la septième croisade.
- 30 mai : Ragnald II de Man, roi de l'île de Man.
- juin : Juhel de Mathefelon, archevêque de Tours.
- 5 juin : Hugues X de Lusignan, comte de la Marche et d'Angoulême.
- 1er juillet : Ferdinand d'Aragon, abbé de Montearagón.
- 6 juillet : Alexandre II, roi d'Écosse.
- 6 juillet ou 9 octobre : Le comte Rodolphe III de Habsbourg-Laufenbourg (de)[1]. À l'origine de la branche des Habsbourg-Laufenbourg, il domine l’Alsace du sud et la Forêt-Noire.
- 15 juillet : Heinrich von Hohenlohe, 7e Grand maître de l'ordre Teutonique.
- 19 juillet: Jacopo Tiepolo, 43e doge de Venise.
- septembre : Abû Zakariyâ Yahyâ, 3e sultan hafside de Tunis.
- 27 septembre : Raymond VII de Saint-Gilles, comte de Toulouse, de Saint-Gilles, duc de Narbonne, marquis de Gothie et de Provence.
- 9 octobre : Pierre Charlot, dit Carolus ou Charlot ou Pierre Ier Charlot, évêque de Noyon puis évêque de Beauvais, comte de Noyon et pair de France.
- 23 novembre : Malik al-Salih Ayyoub (né en 1207) sultan ayyubide d’Égypte.

- Giovanni Bono, ermite italien, fondateur de congrégations.
- Gauthier II de Château-Thierry, philosophe scholastique et théologien.
- Jean Ier de Montfort, comte de Montfort.
- Jean Ier de Dreux, comte de Dreux et de Braine.
- Dreux V de Mello, seigneur de Château-Chinon.
- Michel II Vladimirski, ou Mikhaïl Iaroslavitch Khorobrit dit le Voleur ou l'Audacieux, tsar de Russie.
- Pomdrakpa Sonam Dorjé aussi appelé Darma Drak, Gyelse Pomdrakpa, Podrakpa ou Sonam Dorje, lama karma kagyu.
- Song Ci, médecin légiste et expert chinois actif durant la Dynastie Song.
- Stéphanie de Barbaron, reine de Chypre.
- Luc de Tuy, chanoine à San Isidoro de León, évêque de Tui, intellectuel espagnol, connu pour son travail d'historien.
- Wuzhun Shifan, peintre.

## Crédit d'auteurs
- Cet article est partiellement ou en totalité issu de l'article intitulé « 1249 » (voir la liste des auteurs).